# Angrebet i Ouagadougou
Angrebet i Ouagadougou var et todelt angreb, der foregik fredag 2. marts 2018 klokken 10 lokal tid, i Burkina Fasos hovedstad Ouagadougou. Angrebet, der ifølge BBC kostede mindst 16 personer livet (otte soldater og alle otte gerningsmænd) og sårede ca. 80 personer, ramte dels den franske ambassade og dels et militært mål i byen. Det militære mål var hovedkvarteret for Burkina Fasos hær. De to steder ligger ca. to km fra hinanden. Det var det tredje angreb i byen siden begyndelsen af 2016.
Ifølge landets informationsminister havde angrebet "overtoner af terrorisme", mens Frankrigs udenrigsminister udtalte, at der uden tvivl var tale om en terrorhandling. Byens politidirektør formodede, at gerningsmændene var islamiske ekstremister. På dagen var der dog ingen, der tog ansvar for angrebet.